# آزبستون، لسترشر
آزبستون (به انگلیسی: Osbaston) یک محله مدنی و روستا در بریتانیا است که در Hinckley and Bosworth واقع شده‌است. آزبستون ۲۵۵ نفر جمعیت دارد.